# Andrzej Salnikow
Andrzej Salnikow (ur. 22 marca 1960 w Białymstoku, zm. 12 sierpnia 2021) – polski poeta, dziennikarz, filozof, animator i menedżer kultury.

## Życiorys
Ukończył II LO z białoruskim językiem nauczania im. B. Taraszkiewicza w Bielsku Podlaskim. Studiował filozofię na Uniwersytecie Marii Curie – Skłodowskiej w Lublinie (1986). Pracował jako nauczyciel akademicki w Wyższej Szkole Pedagogicznej w Rzeszowie (1986 – 1995). Był współzałożycielem i pierwszym redaktorem naczelnym (1991 – 1995) pisma literackiego „Fraza”. Jako poeta debiutował na jego łamach w 1993 r. Od 2014 r. członek Stowarzyszenia Pisarzy Polskich. Od 2014 r. jest redaktorem naczelnym Kwartalnika „Cyrylica”. Założyciel i do 2021 r. prezes Stowarzyszenia Poetów Ziemi Bielskiej. Od 2021 r. współzałożyciel i prezes Stowarzyszenia Latający Dom Kultury. Mieszkał w Bielsku Podlaskim. Pracował jako instruktor ds. literackich w Bielskim Domu Kultury. Związany jako dziennikarz z tygodnikiem „Kurier Podlaski”, poprzednio z tygodnikiem „Nowiny Bielskie”. Pochowany w Rajsku.

## Publikacje

### Publikacje książkowe
- Tomik poezji „Ptakodrzew, czyli dojrzewanie”, Biblioteka „Frazy”, Rzeszów 2010 r.;
- Książka z wierszami dla dzieci „Bielscy poeci dzieciom” (współautorstwo), Caritas Diecezji Drohiczyńskiej, Bielsk Podlaski 2013 r.;
- Tomik poezji „Zasłuchanie”, Biblioteka „Frazy”, Rzeszów 2014 r.;
- Tomik poezji „Bure chmury”, Biblioteka Stowarzyszenia Poetów Ziemi Bielskiej, Bielsk Podlaski 2017 r.;
- Książka dla dzieci „Rodzynek w Podróży”, Biblioteka Stowarzyszenia Poetów Ziemi Bielskiej, Bielsk Podlaski 2018 r.;
- Książka dla dzieci „Lew Wegetarianin”, Biblioteka Stowarzyszenia Poetów Ziemi Bielskiej, Bielsk Podlaski 2019 r.;
- Tomik poezji „Dziennik liryczny”, Biblioteka Stowarzyszenia Poetów Ziemi Bielskiej, Bielsk Podlaski 2020 r.

### Wiersze w pismach literackich
- „Fraza”, 1993 r., nr 3/4
- „Fraza, 2001 r., nr 34
- „Twórczość”, 2009 r., nr 7
- „Niwa” Tygodnik Białorusinów w Polsce,16.09.2012 r., nr 38 (293999), (debiut w języku białoruskim)
- „Twórczość”, 2013 r., nr 8

### Wiersze są w antologii
- „Epea” – tom IX, Książnica Podlaska im. Łukasza Górnickiego, Białystok 2010 r., a także w tomie X antologii z 2011 r. i tomie XII z 2013 r.

### Wiersze w almanachach
- „Bielskie spotkania z poezją”, Caritas Diecezji Drohiczyńskiej, Bielsk Podlaski 2012 r.;
- „Almanach bielski 2017”, Biblioteka Stowarzyszenia Poetów Ziemi Bielskiej, Bielsk Podlaski 2017 r.;
- „Bielski almanach poezji 2019”, Biblioteka Stowarzyszenia Poetów Ziemi Bielskiej, Bielsk Podlaski 2019

### Eseje
„Do prywatności otwartej”, Fraza, 1991 r., nr 1;
„Prywatność zagubiona”, Fraza, 1992 r, nr 2

### Publikacje naukowe
- „Psychologiczny aspekt AIDS”, Zeszyty Naukowe Wyższej Szkoły pedagogicznej w Rzeszowie, Seria Społeczno-Pedagogiczna i Historyczna, Zeszyt 7/1991, Nauki Społeczne 1;
- „Kartezjuszowska podstawa prywatności (Descartes w innej perspektywie)”, Zeszyty Naukowe Wyższej Szkoły Pedagogicznej w Rzeszowie, Seria Społeczno-Pedagogiczna i Historyczna, Zeszyt 16/1994, Nauki Społeczne 2

## Odznaczenia
- Srebrny Order Świętych Braci Sołuńskich (za krzewienie kultury i oświaty)

## Materiały źródłowe
- „Fraza” 1991-2003 (Bibliografia zawartości), opracował Zenon Ożóg, Stowarzyszenie Literacko-Artystyczne „Fraza”, Rzeszów 2004
- „Mam poczucie otwartej tożsamości”, Andrzej Salnikow, Czasopis – białoruskie pismo społeczno-kulturalne, grudzień 2010, nr 12(237)
- „Pomiż panteizmam i chryscijaństwam”, Ilona Karpiuk, Niwa – Tygodnik Białorusinów w Polsce, 20.01.2011 r., nr12(28611) Rok LVI
- „Bielski poeta zaprasza do Białegostoku”, Krzysztof Jankowski, Gazeta Białostocka Współczesna, 26.01. 2011 (16/17204)
- „Zawsze trzeba iść własną ścieżką, Krzysztof Jankowski, Kurier Bielski, 26.01.2011 (nr 374)
- „Andrzej Salnikow”, Joanna Martyniuk w: Środy Literackie Książnicy Podlaskiej Rok trzeci, wrzesień 2010 – czerwiec 2011, redakcja Jan Leończuk, Książnica Podlaska im. Łukasza Górnickiego w Białymstoku
- „Piszą wiersze dla dzieci” Targowisko słodyczy Salnikowa, Krzysztof Jankowski, Kurier Bielski, 29.05.2013
- „Poezja twórców z Bielska”, Krzysztof Jankowski, Kurier Bielski, 05.12 2012 r., nr 467
- „Jubileusz bielskich poetów”, Michał Kruk, Kurier Podlaski, 17.06.2021r., nr 22/1337